# Wisława Szymborska
Maria Wisława Anna Szymborska, en forme courte Wisława Szymborska (), née le 2 juillet 1923 dans le village de Prowent (pl), voisin de Bnin aujourd'hui dans la commune de Kórnik à moins de 25 km au sud-est de Poznań et morte le 1er février 2012 à Cracovie en Pologne, est une poétesse polonaise. Elle a reçu le prix Nobel de littérature en 1996. Son œuvre d'une vingtaine de recueils de poèmes est traduite dans plus de 40 langues. D'abord influencés par le réalisme socialiste, ses poèmes évoluent vers une réflexion philosophique dans un langage simple, marqués par le doute et l'ironie.

## Biographie
Wisława Szymborska est la fille d'Anna Szymborska, née Rottermund, et de Wincenty Szymborski, l'intendant du comte Władysław Zamoyski. Après la mort du comte en 1924, la famille s'installe à Toruń, où Szymborska fréquente l'école primaire pendant les deux premières années, puis à Cracovie, cette ville qui deviendra sa patrie à partir de 1931 et jusqu'à sa mort. À Cracovie, Szymborska fréquente un collège d'élite, tenu par des Ursulines et fermé par les Nazis dès 1939, de sorte qu'elle passe le baccalauréat dans la clandestinité. Elle commence en 1945 des études de langue et de littérature polonaises avant de s’orienter vers la sociologie à l'université Jagellonne de Cracovie. Elle s’y implique bientôt dans les cercles de créations littéraires locaux. Elle rencontre Czesław Miłosz et subit son influence. En mars 1945, elle publie son premier poème Szukam słowa (Je cherche des mots) dans le quotidien Dziennik Polski. Ses poèmes continuent à être publiés dans divers journaux et périodiques pendant un certain nombre d'années,. En 1948, ses mauvaises conditions financières la contraignent à abandonner ses études sans avoir obtenu de diplôme. La même année, elle épouse le poète Adam Włodek (pl), dont elle divorce en 1954 (ils conservent cependant des relations étroites jusqu'à la mort de Włodek en 1986). Le couple n'aura pas d'enfants. À partir de 1953, elle travaille pour Życie Literackie (de), un magazine littéraire. Elle y est la rédactrice de la rubrique poésie pour laquelle elle écrit en particulier une chronique littéraire dont une sélection sera publiée en 2000,.
Son premier livre aurait dû être publié en 1949, mais ne passe pas le cap de la censure car il « ne répond pas aux exigences socialistes ». Pourtant, au début de sa carrière, comme beaucoup d'autres intellectuels dans la Pologne de l'après-guerre, elle adhère à l'idéologie officielle de la République populaire de Pologne, allant jusqu'à signer le 8 février 1953 une pétition politique en soutien au simulacre de procès qui condamne des prêtres polonais accusés de trahison (en). Ses premières œuvres soutiennent également les thèmes socialistes, comme on le voit dans sa collection qui date de ses débuts Dlatego żyjemy (C'est ce pour quoi nous vivons), qui contient les poèmes Lénine et Młodzieży budującej Nową Hutę (Pour la jeunesse qui construit Nowa Huta), au sujet de la construction d'une ville industrielle conforme aux idées staliniennes près de Cracovie.
Membre du parti ouvrier unifié polonais (communiste) au lendemain de la Seconde Guerre mondiale, Wisława Szymborska s'en éloigne au cours des années 1950 en fréquentant certains milieux dissidents comme ceux de la revue Kultura, éditée à Paris. Elle quitte finalement le parti en 1966. Si ses deux premiers recueils sont d'inspiration communiste, les suivants sont plus personnels. Elle rejette a posteriori ses textes de jeunesse trop assujettis, selon elle, aux impératifs du réalisme socialiste. Dans Wołanie do Yeti (L’Appel au yéti, 1957), elle compare Staline à l'abominable homme des neiges. Ses ouvrages à venir : Sól (Sel, 1962), Sto pociech (Mille Consolations, 1967), Poezje (Poèmes, 1970) et Tarsjusz i inne wiersze (Tarsus et autres poèmes, 1976) montrent l'étendue de son registre, mêlant des considérations philosophiques à un humour raffiné dans l'évocation détaillée et lucide du quotidien. Szymborska se veut respectueuse d'une tradition classique européenne, préférant des vers harmonieux et mesurés aux excès de langage. Le recueil considéré comme son chef-d'œuvre est Wszelki wypadek (Le Cas où), paru en 1972, qui entraîne la consécration littéraire dans son pays. Chacun des recueils rencontre, par la suite, le même écho.
En dehors de la Pologne, son œuvre est particulièrement connue et appréciée en Allemagne. Elle a par ailleurs traduit en polonais plusieurs ouvrages français de l'époque baroque, en particulier des extraits d'Agrippa d'Aubigné et de Théophile de Viau.

### Consécration
En 1996, la poétesse est couronnée du prix Nobel de littérature, décerné selon la motivation exprimée par l'Académie suédoise, « pour une poésie qui, avec une précision ironique, permet au contexte historique et biologique de se manifester en fragments de vérité humaine. ». Cette reconnaissance permet de mettre en lumière, sur le plan international, une œuvre poétique relativement méconnue en dehors de la scène germano-polonaise.

## Regards sur l'œuvre
Sa poésie privilégie la parcimonie et la modestie aux grandes sommes expressives. Dans ses compositions, rétives aux débordements avant-gardistes, l'interrogation efface l'affirmation. Les citations, les maximes et les élans lyriques sont systématiquement remis en question par une forme très personnelle d'ironie. Ses vers expriment la haine, la bêtise, le terrorisme et la torture dans la description d'un monde composé d'horreurs et de souffrances, sur un ton où l'humour et l'élégie s'entremêlent. Cette poésie, qui mêle, dureté, émotion et distance, souhaite éveiller le désir pour faire renaître une foi forte, aveugle et sans dogmes. L'engagement fait de la conscience une valeur de référence. La simplicité apparente du langage dissimule une infinité de lectures possibles et formule un perpétuel questionnement sur le rapport de l'homme à l'existence, la nature, l'animalité et l'universalité. « (S)es poèmes sont clairs, généralement courts, souvent aux allures d'aphorismes, mais peuvent devenir de véritables traités métaphysiques, toujours dans un langage au fond raffiné et astucieux ».
Le banal et le familier finissent par devenir insolites, voire extraordinaires car Szymborska considère la réalité quotidienne comme univers à décrire, à distordre et à transcender. Elle tente d'aiguiser, chez son lecteur, un regard singulier sur le microcosme, le macrocosme et l'éventualité d'un ailleurs.

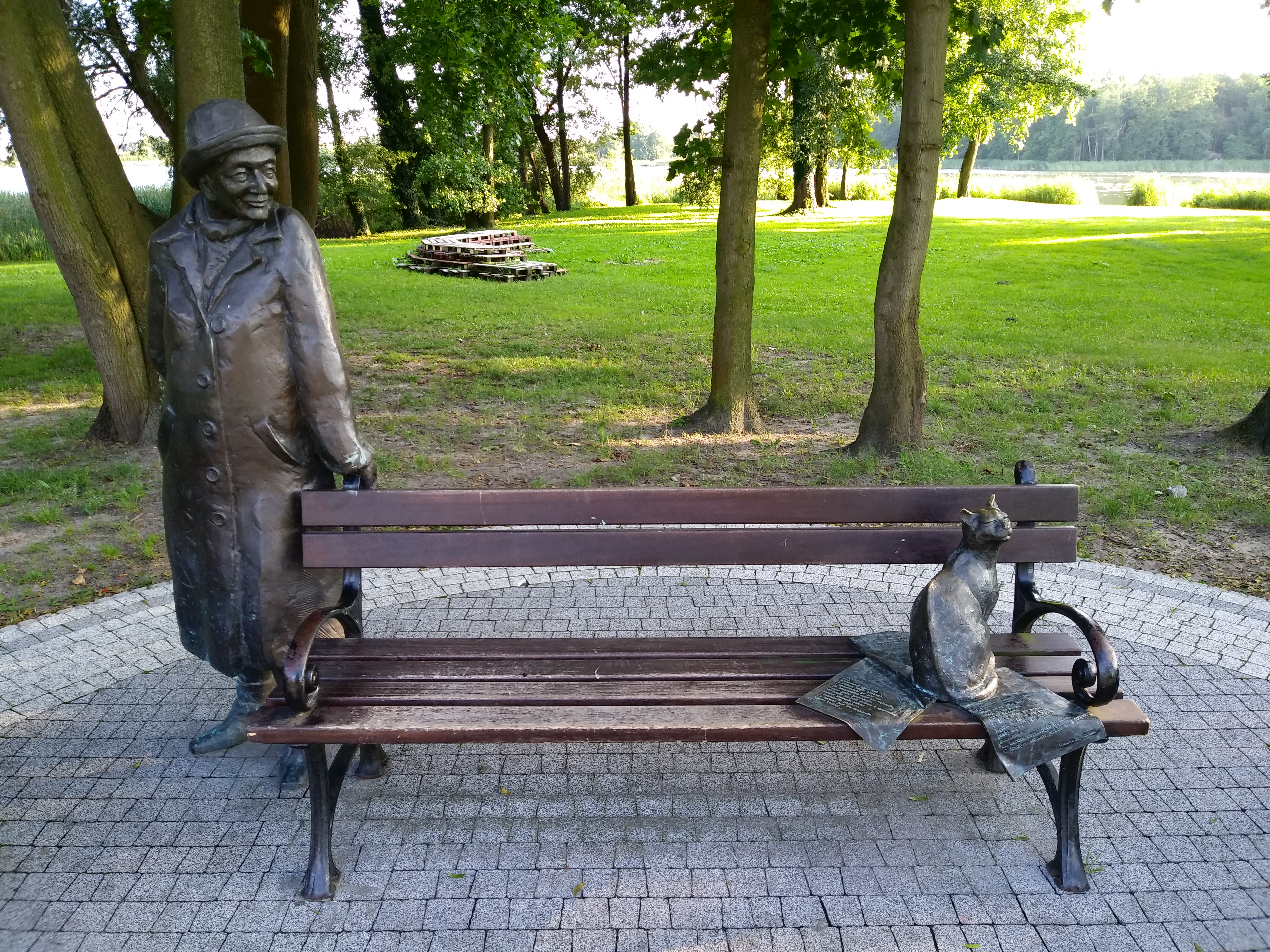
Statues dans le parc de Kórnik.

La langue « d’une simplicité quotidienne », rend aisé l’accès à ses poèmes et explique leur popularité auprès de ses compatriotes.  Un de ses poèmes les plus connus est Kot w pustym mieszkaniu (Un chat dans un appartement vide (de)), écrit après la disparition en 1990 de son ami de longue date, le poète Kornel Filipowicz (pl). Les statues représentant la poétesse et le chat dans le parc de Kórnik illustrent l'importance du poème dans la culture polonaise.

## Récompenses et distinctions

### Décorations
- Chevalier de l'Ordre Polonia Restituta (1974)
- Médaille d'or du Mérite culturel polonais Gloria Artis (2005)
- Croix d'or du Mérite polonais (2010)
- Ordre de l'Aigle blanc (2011)

### Prix
- 1991 : Prix Goethe
- 1995 : Prix Herder
- 1996 : Prix du PEN club polonais
- 1996 : Prix Nobel de littérature
- 2006 : Prix des lecteurs Nike

### Docteur honoris causa
- 1995 : Docteur honoris causa de l'Université Adam Mickiewicz

## Publications

### Poésie
Neuf recueils sont parus entre 1952 et 1993, avant l'obtention du prix Nobel :
- Pourquoi nous vivons (1952)
- Questions à soi-même (1954)
- L'Appel au Yéti (1957)
- Sel (1962)
- Cent consolations ou Cent blagues, traduction de Sto pociech (1967)
- Le Cas où (1972)
- Un grand nombre (1976)
- Les Gens sur le pont (1986)
- Fin et Début (1993)

D'autres recueils suivent après le Nobel, notamment :
- Vue avec un grain de sable (Widok z ziarnkiem piasku), Wydawnictwo a5, Poznań, 1996  (ISBN 978-83-85568-28-5)
- L'Instant (Chwila), Znak, Cracovie, 2002  (ISBN 83-240-0227-8), publié en anglais sous le titre Moment, 2003  (ISBN 83-240-0354-1)
- Bout rimés pour les grands enfants (Rymowanki dla dużych dzieci), Wydawnictwo a5, Cracovie, 2003 , réédition 2012  (ISBN 978-83-61298-37-3)
- Deux points (Dwukropek), Wydawnictwo a5, Cracovie, 2005   (ISBN 978-83-85568-78-0)
- Nic dwa razy. Nothing Twice (édition bilingue polonais-anglais), Wydawnictwo Literackie, Cracovie, 2007  (ISBN 978-83-08-04056-0)
- Un amour heureux (Miłość szczęśliwa), Wydawnictwo A5, Cracovie, 2007  (ISBN 978-83-85568-78-0)
- Ici (Tutaj), Znak, Cracovie, 2009  (ISBN 978-83-240-1123-0)
- Le Silence des plantes (Milczenie roślin), Znak, Cracovie, 2011  (ISBN 978-83-240-1751-5)

Plusieurs recueils de ses œuvres en polonais, en allemand et en anglais ont été publiés.

### En français
- En français, la Maison de la poésie Nord-Pas-de-Calais a publié le recueil bilingue Dans le fleuve d'Héraclite avec une traduction du polonais en français de Christophe Jeżewski et Isabelle Macor-Filarska[10]. Par la suite, un choix de ses poèmes a été publié sous le titre De la mort sans exagérer[11] (Fayard, 1996)[12],[13], dans une traduction de Piotr Kamiński : sept des recueils de l'écrivain, s'échelonnant de 1962 à 1993, y sont représentés.
- Je ne sais quelles gens (1997)[14], incluant le discours prononcé devant l'Académie Nobel et des extraits de Sel (Sól) - 1962, L'Appel au Yeti (Wołanie do Yeti) - 1957, Cent blagues (Sto pociech) - 1967, Le Cas où (Wszelki wypadek) - 1972, Un Grand Nombre (Wielka liczba) - 1976, Les Gens sur le pont (Ludzie na moście) - 1986, La Fin et le Commencement (Koniec i początek) - 1993, Vue avec un grain de sable (Widok z ziarnkiem piasku) - 1996.
- De la mort sans exagérer (Poèmes 1957-2009), Poésie/Gallimard, juin 2018, préface et traduction du polonais revue et corrigée par Piotr Kamiński.
- Son Discours d'acceptation du Nobel, lu par Diane Dubeau